# Francisco George
Francisco Henrique Moura George GOIH • GCM (Lisboa, 21 de outubro de 1947) é um médico português, especialista em Saúde Pública, que foi diretor-geral da Saúde entre 2005 e 2017.

## Biografia
Filho de Carlos Henrique George (Lisboa, 20 de Outubro de 1913 - Lisboa, São José, 3 de Setembro de 1983), médico e diretor do Hospital de Santa Marta, e de sua mulher Maria Isabel Moura. Tem um irmão gémeo (mais velho 5 minutos) que se chama João. Possui uma irmã médica.
Frequentou o Colégio Valsassina, onde foi aluno de Avelino Henriques da Costa Cunhal.
Licenciado em Medicina com Distinção pela Faculdade de Medicina da Universidade de Lisboa em 1973, foi interno de Medicina Interna dos Hospitais Civis de Lisboa no Hospital de Santa Marta e completou, em 1977, o Curso de Saúde Pública na Escola Nacional de Saúde Pública de Lisboa, tornando-se especialista em saúde pública. A partir de 1976, foi delegado de saúde, primeiro no concelho de Cuba e depois no concelho de Beja.
Casou em 1970 com a arquiteta Maria João George (1948-2006). 
Como bolseiro da Organização Mundial da Saúde, fez o Curso Santé Familiale promovido pela OMS/CIE em 1978. Entre 1980 e 1991, foi funcionário da Organização Mundial da Saúde (OMS), onde foi consultor em missões que tiveram lugar em Bissau, Harare, Pequim, Xangai, Brazzaville, Genebra, Rio de Janeiro, Maputo, Praia, São Tomé, Luanda, Bamako, Antananarivo, Maseru e Lusaca. Na qualidade de funcionário da OMS, foi designado, em 1980, chefe do Projeto OMS de Desenvolvimento dos Serviços de Saúde, na República da Guiné-Bissau. Em 1986, foi designado representante da OMS na República da Guiné-Bissau e, em 1990, epidemiologista do Programa Mundial de Luta Contra a SIDA da OMS e coordenador deste Programa na África Austral. A seu pedido, uma vez terminada a licença de longa duração, regressou à carreira nacional.
Após concurso de provas públicas, é chefe de serviço de Saúde Pública desde 1992. Foi nomeado subdiretor-geral da Saúde em 2001 e reconduzido em 2004. Foi nomeado diretor-geral da Saúde, primeiro a 16 de agosto de 2005 e, depois, no seguimento da Reforma da Administração Pública, a 6 de novembro de 2006 e, novamente, a 4 de dezembro de 2009. A 5 de agosto de 2011, por despacho conjunto do primeiro-ministro Pedro Passos Coelho e do Ministro da Saúde Paulo Macedo, a comissão de serviço foi renovada, por confirmação, no cargo de diretor-geral da Saúde e mantida depois da reorganização orgânica de fevereiro de 2012. Manteve-se no cargo após concurso, sendo, de novo, nomeado diretor-geral da Saúde pelo Despacho N.º 11976/2013, de 9 de setembro (Delegação de Competências). A seu pedido, foi transferido do Quadro de Beja para o Centro de Saúde da Lapa, mantendo-se em comissão de serviço como diretor-geral da Saúde.
Foi membro do Conselho Nacional de Procriação Medicamente Assistida entre 2007 e 2010 e é membro do Conselho de Orientação do Instituto de Investigação Científica Tropical e presidente do Conselho de Orientação do Instituto Nacional de Saúde Doutor Ricardo Jorge (INSA).
No quadro da União Europeia, em representação de Portugal, participou na reunião de peritos no domínio da saúde VIH/SIDA e no Comité de Doenças Relacionadas com a Poluição. Foi, desde 2001, membro do High Level Committee on Health, bem como do Health Security Committee e, desde 2005, participa nas reuniões dos Chief Medical Officers.
Em 2004, foi designado membro do conselho de administração e do Comité de Programa do Centro Europeu de Prevenção e Controlo das Doenças em Estocolmo.
No contexto da Organização Mundial da Saúde, tem participado, regularmente, nos trabalhos da Assembleia Mundial da Saúde e do Comité Regional da Europa e foi Membro Suplente do Conselho Executivo da OMS, entre 2005 e 2008.
Em 2007, foi chefe da delegação de Portugal à Conferência das Partes sobre a Convenção-Quadro para o Controlo do Tabagismo.
Em 2014, na sequência da eleição de Portugal para o Comité Permanente da OMS Europa, foi nomeado representante do Estado Português para o triénio 2014-2017.
É Professor Auxiliar Convidado da Escola Nacional de Saúde Pública da Universidade Nova de Lisboa.
É autor e co-autor de uma dezena de artigos científicos publicados, bem como relator de numerosas notas sobre identificação, prevenção e controlo de riscos para a Saúde Pública, elaboradas no quadro das acções conduzidas pela Direção-Geral da Saúde, a saber: Gravidez de Baixo Risco, Violência Interpessoal - Prefácio, Sobre a epidemia de Ébola, 40 Anos Antes, Prefácio (Livro sobre Diabetes), Primeiro apontamento sobre o SICO, História da Gripe, Sobre Albino Aroso, Sobre a Globalização, João Ferraz de Macedo, o Primeiro Diretor-Geral da Saúde, Prefácio (Prevenção do Suicídio), Prefácio (Tabagismo), Uma Semana Boa para a Saúde Pública, Nota sobre a DGS, Prefácio (Preferências e Locais de Morte), Sobre diferenças de género na esperança de viver, Prefácio (Alimentação Saudável), Causas de Morte em Portugal e Desafios na Prevenção, Prefácio (Livro sobre Comportamentos de Saúde Infanto-Juvenis), Reforma da Saúde Pública, Nota sobre Mortalidade Infantil, NCD, Sobre a sustentabilidade, Sobre Determinantes da Saúde, Cuidados de Proximidade em Doenças Crónicas, Prefácio (Livro sobre o ISAAC), Sobre o Stress, Nota sobre a redução de riscos evitáveis, 11 de Setembro / Nova Saúde Pública, Sobre o Conceito de Saúde Pública, Prefácio (Livro sobre Doenças Raras), Sobre a Gripe A, Gripe A (H1N1) 2009, Carta para a criança da escola e Lisboa 1957. Lisboa 2008.
É autor do Guia de Clínica Médica, destinado a ser utilizado nos Países Africanos de Língua Oficial Portuguesa, publicado pela Fundação Calouste Gulbenkian em Lisboa, em maio de 1983, e do livro Histórias de Saúde Pública publicado em Lisboa, em 2004, pela editora Livros Horizonte. É relator e co-editor da publicação intitulada Health in Portugal publicada, em língua inglesa, no âmbito da Presidência Portuguesa da União Europeia (2007).
Na qualidade de conferencista ou preletor convidado, tem participado em numerosas reuniões científicas nacionais e internacionais.
É membro da Associação Portuguesa de Epidemiologia, da Associação Portuguesa para a Promoção da Saúde Pública, da Sociedade Portuguesa de Virologia e da Associação Portuguesa para o Estudo Clínico da SIDA.
Foi presidente do conselho fiscal da Sociedade Portuguesa de Virologia até janeiro de 2014, data em que apresentou a sua demissão.
A 30 de janeiro de 2006, foi condecorado com o grau de Grande-Oficial da Ordem do Infante D. Henrique, que lhe foi entregue a 5 de março desse ano pelo Presidente Jorge Sampaio. A 7 de abril de 2014 recebeu a Medalha de Serviços Distintos do Ministério da Saúde - Grau Ouro.
Em outubro de 2017, deixou o cargo de diretor-geral da Saúde, por ter atingido o limite de idade (70 anos) para exercer funções na Administração Pública. Por esse motivo, foi agraciado, a 5 de dezembro de 2017, com a Grã-Cruz da Ordem do Mérito pelo Presidente Marcelo Rebelo de Sousa.
A 23 de Novembro de 2017 iniciou oficialmente o seu mandato como presidente da Cruz Vermelha Portuguesa. A cerimónia de tomada de posse do 24.º presidente nacional da Cruz Vermelha Portuguesa teve lugar no Palácio dos Condes d’Óbidos, na sede nacional da instituição, em Lisboa.
O presidente nacional é o responsável máximo da Cruz Vermelha Portuguesa, cabendo-lhe assegurar o prestígio, a manutenção, a sustentabilidade, o desenvolvimento e o progresso da instituição, a qual funciona sob a sua orientação e na sua dependência